# Episodi de L'ispettore Tibbs (terza stagione)
La terza stagione della serie televisiva L'ispettore Tibbs è stata trasmessa in anteprima negli Stati Uniti d'America dalla NBC tra il 24 ottobre 1989 e l'8 maggio 1990.
| nº | Titolo originale           | Titolo italiano                   | Prima TV USA     | Prima TV Italia |
| -- | -------------------------- | --------------------------------- | ---------------- | --------------- |
| 1  | Rape                       | Stupro                            | 24 ottobre 1989  |                 |
| 2  | Fairest of Them All        | La più bella del reame            | 31 ottobre 1989  |                 |
| 3  | Murder Most Ancient        | Un'ottima madre                   | 7 novembre 1989  |                 |
| 4  | First Girl                 | Chris ti voglio bene              | 14 novembre 1989 |                 |
| 5  | Crackdown                  | Overdose                          | 21 novembre 1989 |                 |
| 6  | Anniversary                | Anniversario                      | 28 novembre 1989 |                 |
| 7  | Time of the Stranger       |                                   | 5 dicembre 1989  |                 |
| 8  | Vengeance                  | Vendetta                          | 12 dicembre 1989 |                 |
| 9  | My Name Is Hank            | Sono un americano                 | 19 dicembre 1989 |                 |
| 10 | King's Ransom              | Riscatto del re                   | 2 gennaio 1990   |                 |
| 11 | Epitaph for a Lady         | Per amore dei nonni               | 16 gennaio 1990  |                 |
| 12 | Triangle                   | Triangolo                         | 23 gennaio 1990  |                 |
| 13 | Hello in There             | Terapia provvidenziale            | 30 gennaio 1990  |                 |
| 14 | December Days              | Quanto vale un anziano            | 13 febbraio 1990 |                 |
| 15 | A Loss of Innocence        | Adolescente emancipata            | 20 febbraio 1990 |                 |
| 16 | Bubba's Baby               | In cerca di un padre              | 27 febbraio 1990 |                 |
| 17 | Home Is Where the Heart Is |                                   | 6 marzo 1990     |                 |
| 18 | An Angry Woman             | Delitto assicurato                | 13 marzo 1990    |                 |
| 19 | Indiscretions              | Amica perduta                     | 20 marzo 1990    |                 |
| 20 | Night of the Killing       | Falsa pista di Tibbs              | 27 marzo 1990    |                 |
| 21 | Citizen Trundel (Part 1)   | Cittadino Trundel (prima parte)   | 1º maggio 1990   |                 |
| 22 | Citizen Trundel (Part 2)   | Cittadino Trundel (seconda parte) | 8 maggio 1990    |                 |